# Modiolastrum malvifolium
Modiolastrum malvifolium är en malvaväxtart som först beskrevs av Grisebach, och fick sitt nu gällande namn av Schumann. Modiolastrum malvifolium ingår i släktet Modiolastrum och familjen malvaväxter. Inga underarter finns listade i Catalogue of Life.